# Manu Larrouy
Manu Larrouy est un chanteur français, né le 19 octobre 1974 à Toulouse.
Il se fait connaître du grand public en 2009 avec son titre Mec à la cool et rencontre alors le succès qui le place dans les espoirs de la nouvelle scène pop française.
Il commence sa carrière sur scène le 9 septembre 2007 à Toulouse, place du Capitole, pour un hommage à Claude Nougaro devant 30 000 personnes.
La même année il est programmé "découverte" au Francofolies de La Rochelle où il chante sur la grande scène avant Vanessa Paradis. Filmé dans le cadre du documentaire "Bêtes de scènes", il devient ami avec le réalisateur François Pécheux qui réalisera ses deux premiers clips, Mec à la Cool et Carla.
Il signe en 2008 un contrat avec Motown France (Universal). Il enregistre son premier album au Fish Market à Londres avec Mike "Prince Fatty" Pelanconi, alors réalisateur de Lily allen, Graham Coxon et Manu Chao.Il entame sa tournée et partage des scènes avec -M-, Anaïs, Thomas Dutronc, Daniel Darc, Tryo, Marc Lavoine...
En 2010, il rentre en studio pour son deuxième album avec l’ancien guitariste et songwriter orfèvre des Innocents, Jean-Christophe Urbain.
En 2014, il réalise le premier album des Fréro Delavega et compose également pour Jenifer et Roch Voisine.
En 2015, il fonde Les Éditions du Murmure, structure qui accompagne plusieurs artistes émergents en collaboration avec warnerchappell
En 2018, il crée le duo musical TomTom, qui se produit en tournée internationale avec le soutien de l’Alliance Française, passant notamment par Singapour, Bali, New York et Londres.
En 2024, Manu Larrouy revient à l'écriture et amorce un nouveau chapitre artistique avec les titres «Cœur debout» et «Stylé[réf. nécessaire].

## Participations
- En 2006, album Labo M de Matthieu Chedid.
- En 2008, chanteur du groupe Vingtheuretrentes.
- En 2009, auteur-compositeur de "la Pompe à Diesel" pour Maya Barsony.
- En 2009, coécrit la chanson "Remontez-moi" avec Loane et Dan Kamit.
- En 2011, auteur-Compositeur de 5 titres sur L'ovni love de Maya Barsony.
- En 2012, auteur-compositeur du titre Y'a pas Jen sur l'album L'Amour et moi de Jenifer.
- En 2014, réalisateur de l'album des Frero Delavega (album éponyme) et auteur de la chanson "Reviens"
- En 2017, auteur-compositeur Le phare sur l'album Devant Nous de Roch Voisine
- En 2018, auteur-compositeur du groupe Tomtom_theband